# 美国军中广播

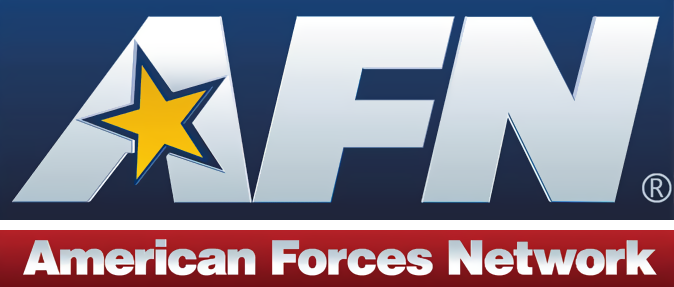
AFN Pacific的标志

美国军中广播（American Forces Network，简称AFN），通稱美軍廣播電台或美軍電台，是美軍廣播電視（American Forces Radio and Television Service，简称AFRTS）采用的商标（AFRTS一般读作“A-farts”），用来向世界发布相关的娱乐信息和内部命令。AFN为美国人民、美國軍人、美国国防部、美国国籍的海外僑民及家属服务。除了部分自制节目外，AFN大量播放美国国内商业广播电视网的节目。AFRTS、美国军中广播、以及AFN都隶属于美国国防部的商标。

## 组织结构
AFN是AFRTS的经营部分，是國防媒體局的一个下屬單位。

### 战后的扩张和收缩
在1945年7月10日，AFN的第1个电台在德国慕尼黑以AFN-慕尼黑的呼号开始广播，广播开始时，播音内容为“早上好！这里是AFN-慕尼黑，美国第7軍團之声！”。美国第3軍團指挥官乔治·巴顿在他的军队控制了慕尼黑的前一天晚上得知后非常气愤，他要求军法处置这些人。
1945年12月31日，AFN伦敦分台关闭。在1948年AFN关闭了在法国所有的分台。在战时，大量的发射站启用；战后，大量发射站停用并关闭。1945年时，AFN在全球拥有300个广播站，到了1949年只剩下了60个。

## 二战之后
AFN于战后在朝鲜战争和越南战争中起到了鼓舞士气的作用。

### 欧洲
在第二次世界大战结束后。一些AFN广播站在欧洲继续播出来自美国的节目（尤其是德国），现在仅剩下了八个分台。在1948年-1949年柏林封锁期间，由于苏联并未干扰这个电台，加上发射塔位于机场内，故从柏林－滕佩尔霍夫机场起落的飞机都可以收听到AFN柏林的广播。

### 朝鲜战争
在朝鲜战争爆发后，军中广播便在漢城（今首爾）的半島饭店（旧美國駐韓大使館饭店）开始广播。在中国人民志愿军和朝鲜人民军于1950年12月攻入漢城前夕，广播组人员撤退到了大邱。由于駐韓美軍數量龐大，导致了电台不断的扩大规模，为分成若干作战单位的机动部队提供新闻和娱乐节目。在1953年战争停止后，这些分台便组成了AFN韩国广播（AFN Korea）。来自加拿大和美国的电视人吉姆·佩里在高中毕业后就开始了在AFN韩国广播的广播生涯，在韩国工作了1年后，他回到了宾夕法尼亚大学继续完成学业。

### 伊朗
美国早期于1950年代在伊朗德黑兰建立了AFRTS电台，之后又开始建立了电视台。

### 越南
由于美国对越南战争的规模扩大，导致了AFRTS相继在越南开通了广播和电视节目。在越南战争期间，第一个驻越美军广播网（AFVN，American Forces Vietnam Network）通过美国海军以空对地电波的方式传播节目。
AFRTS在越南的广播的最初名称是AFRS（西贡美国军中电台），不过广播站很快就扩展到了整个越南共和国（南越），並更名為驻越美军广播网。1973年，美軍在西貢的主電台關閉，廣播服務由民間人士接管，繼續放送，並更名為ARS（American Radio Service）。
1975年西貢陷落時，ARS電台播放平·克勞斯貝演唱的《白色聖誕》（White Christmas），作為在越美僑撤退行動——「常風行動」（Operation Frequent Wind）開始的信號。

### 泰国
在泰国，美國国防部在1964年计划对驻泰美军进行AFN广播覆盖。1966年，AFN在泰国建立的分台有呵叻、烏打拋、 乌汶叻差他尼、乌隆他尼、塔克里和那空拍侬。

### 台灣
AFN在1979年5月之前，因為與台灣簽有《中美共同防禦條約》，美軍協防台灣，曾於台灣設有AFN電台，稱為「美軍廣播網台灣分台」（；），以服務駐台美軍的官兵、人員、軍眷，總台於1970年代以前設在台北中華路的大樓，之後遷入陽明山美軍宿舍群區內。1978年2月16日，美國政府宣佈與中華民國政府終止外交關係後，美軍同廣播電台亦準備撤退，引起在台外僑的關切。當時台北市美國商會長羅勃·派克（Robert P. Parker）宣佈成立一專業團體，以接收美軍電台之廣播業務及設施，最後成立了台北國際社區廣播電台（ICRT），於1979年4月16日午夜正式開播，至今仍是台灣唯一的英語電台。

### 加勒比
美国军中广播和电视节目在波多黎各的雷米空军基地和罗斯福海军基地（现已停用）于1960年代至1970年代以AFN加勒比的呼号播出，在停播前还计划转交了圣胡安的广播发射机。

### 短波电台
随着卫星广播时代的来临，AFRTS的重点开始远离短波。目前，美国海军基地的美国军中广播短波电台使用的是单边带调制通过中继向舰船提供服务，包括迪戈加西亚岛、关岛、意大利西西里島锡戈内拉海军航空基地、波多黎各、夏威夷和其他地区。

## AFN电视台

### 欧洲
直到70年代初期，在德国的拉姆施泰因空军基地，美国军方电视服务由美国空军为中欧提供。在20世纪70年代初，AFN承接了AFRTS。
1976年10月28日，AFN电视服务从拉姆施泰因空军基地的AFTV旧黑白工作室转移到了法兰克福的新彩色电视工作室。20世纪80年代，广播网在德国的维尔茨堡和荷兰的苏斯特贝赫建立了能够制作电视节目的子公司。在2004年，AFN欧洲总部迁往德国曼海姆的科尔曼军营 。

### 亚太
现在的亚太美军无线电视由AFN韩国，AFN日本，AFN夸贾林提供。所有本地业务在1998年1月1日归到AFN的麾下。

#### 韓國
韓國美軍廣播電台（AFN Korea），前稱駐韓美軍廣播電台（AFKN），虽然有来自半岛周边军事基地的AM和FM信号，不过它却是最大的AFN亚太电视服务机构。AFKN电视业务始于1957年9月15日，由首尔的駐韓美軍總部所在地－龍山基地和整个半岛的6个中继发射机构成。1959年1月4日AFKN播出它的首次电视直播新闻广播。直到2007年12月，这个频道已经广泛地通过有线电视为平民提供服务。但是后来抱怨有公司计划把节目出售给韩国，驻韩美军于是决定将位于太平洋海底的电缆切断。
2012年5月1日AFN-韩国停止无线电视的播送。（更多信息（PDF格式） （页面存档备份，存于））

#### 日本
日本美軍廣播電台（AFN Japan），原远东广播（FEN），有一个全功率VHF地面电视插座。坐落在冲绳之上的Rycom广场在岛的中央部分，AFN-冲绳（美国8频道）的电视信号，为駐日美軍中的海軍陸戰隊、空軍、海軍、陸軍人員及其眷屬服务；由于其频段恰好在日本产电视机接收范围内，当时冲绳的报纸也会预告FEN的节目。AFN-日本还设有三种低功率UHF地面发射机，位于岩國海軍陸戰隊航空基地、佐世保海軍基地、和三泽空军基地。在东京和关东平原地区美軍基地的电视观众在远离基地时可以通过contractor-operated base有线电视服务，或通过AFN直连到户（DTH）服务观看AFN。
AFN日本的电台服务包括横田空军基地（810 AM和cable FM）、岩國海軍陸戰隊航空基地（1575 AM）、佐世保海軍基地（1575 AM）、冲绳（89.1 FM和648 AM）和三泽空军基地（1575 AM）。

#### 夸贾林环礁
AFN-夸贾林环礁位于里根导弹靶场，是AFN唯一的民用子公司。为军事人员和平民承包商员工及家属播送美国13频道。AFN-夸贾林环礁的信号通过微波以8频道的形式向Roi Namur的附近环礁转播。
鉴于AFM的DTH服务的采用，不久的将来AFN的地面TV信号服务网点将废弃。

## 海湾战争
在1991年1月，AFN向科威特和沙特阿拉伯派出新闻工作者和技术人员传送有关“沙漠风暴”和“沙漠盾牌”的行动。这些节目向位于欧洲的士兵的家属播出，并且配合了AFN-沙漠广播的播出。 在地面攻势开后的第一首歌曲便是冲击合唱团的Rock the Casbah。

## 频率与发射站台

### 德国
以下是德國美軍電台（AFN Germany）的相关表格。表格可能不完整甚至有错误。请在需要的情况下进行订正或补充。

#### AM
| 频率     | 功率   | 地点                   | 发送站信息                                                                                            | 经纬度                | 备注                     |
| 873 kHz  | 150 kW | Weisskirchen           | 3 guyed lattice steel masts insulated against ground, height: 86（282英尺）, Directional Antenna Mode | 50°10'59"N 8°36'45"E  |                          |
| 1107 kHz | 10 kW  | 格拉芬沃爾             | 66--tall（217-英尺） guyed tubular steel mast insulated against ground, dismantled in 2009            | 49°42'47"N 11°54'42"E |                          |
| 1107 kHz | 10 kW  | Vilseck                | 65--tall（213-英尺） guyed tubular steel mast insulated against ground                                | 49°38'41"N 11°47'1"E  |                          |
| 1107 kHz | 10 kW  | Berlin-Dahlem          | 126--tall（413-英尺） guyed lattice steel mast insulated against ground                               | 52°27'47"N 13°17'26"E | 在1996年12月14日拆卸     |
| 1107 kHz | 10 kW  | Nürnberg               | 122--tall（400-英尺） guyed lattice steel mast insulated against ground                               |                       | 关闭                     |
| 1107 kHz | 10 kW  | Otterbach              | 136--tall（446-英尺） guyed lattice steel mast insulated against ground                               | 49°29'27"N 7°43'3"E   |                          |
| 1107 kHz | 40 kW  | Ismaning               | 2 guyed lattice steel masts insulated against ground, height: 94（308英尺）                           | 48°14'40"N 11°44'42"E | 关闭                     |
| 1143 kHz | 1 kW   | Bitburg                | 54--tall（177-英尺） guyed mast radiator                                                              | 49°56'35"N 6°32'29"E  |                          |
| 1143 kHz | 5 kW   | Bremerhaven            | 65--tall（213-英尺） guyed mast radiator                                                              |                       | 关闭                     |
| 1143 kHz | 10 kW  | Hirschlanden           | 40--tall（130-英尺） guyed lattice steel mast insulated against ground                                | 48°49'43"N 9°2'11"E   | Telekom transmitter      |
| 1143 kHz | 1 kW   | Heidelberg             | 65-（213-英尺） guyed tubular steel mast insulated against ground                                     | 49°25'58"N 8°38'42"E  |                          |
| 1143 kHz | 1 kW   | Hof                    | 45--tall（148-英尺） guyed mast radiator                                                              |                       | 关闭                     |
| 1143 kHz | 1 kW   | Karlsruhe              | 61--tall（200-英尺） guyed mast radiator                                                              |                       | 关闭                     |
| 1143 kHz | 1 kW   | Mönchengladbach        | 45.5--tall（149-英尺） guyed lattice steel mast insulated against ground                              | 51°10'2"N 6°23'56"E   |                          |
| 1143 kHz | 300 W  | Göppingen              | 37--tall（121-英尺） guyed mast radiator                                                              |                       | 关闭                     |
| 1143 kHz | 300 W  | Würzburg               | 40--tall（130-英尺） guyed lattice steel mast insulated against ground                                | 49°47'26"N 9°58'54"E  | 关闭                     |
| 1143 kHz | 300 W  | Bamberg                | 40--tall（130-英尺） guyed lattice steel mast insulated against ground                                | 49°53'17"N 10°55'24"E |                          |
| 1143 kHz | 300 W  | Schweinfurt            | T-antenna between 2 40--tall（130-英尺）? free-standing lattice towers                                | 50°3'6"N 10°10'31"E   |                          |
| 1143 kHz | 300 W  | Bad Kissingen          | 48--tall（157-英尺） guyed mast radiator                                                              |                       | 关闭                     |
| 1143 kHz | 300 W  | Wildflecken            | 45--tall（148-英尺） guyed mast radiator                                                              |                       | 关闭                     |
| 1143 kHz | 300 W  | Fulda                  | 54--tall（177-英尺） guyed mast radiator                                                              |                       | 关闭                     |
| 1143 kHz | 300 W  | Bad Hersfeld           | 25--tall（82-英尺） free-standing tower insulated against ground                                      |                       | 关闭                     |
| 1143 kHz | 300 W  | Giessen                | 61--tall（200-英尺） guyed lattice steel mast insulated against ground                                | 50°35'27"N 8°43'6"E   | 关闭                     |
| 1485 kHz | 1 kW   | Augsburg               | 56--tall（184-英尺） guyed lattice steel mast insulated against ground                                | 48°21'8"N 10°51'19"E  | 关闭，大部分于2008年拆卸 |
| 1485 kHz | 300 W  | Crailsheim             | 65--tall（213-英尺） guyed mast radiator                                                              |                       | 关闭                     |
| 1485 kHz | 300 W  | Hohenfels              | 40--tall（130-英尺） guyed lattice steel mast insulated against ground                                | 49°13'14"N 11°51'12"E |                          |
| 1485 kHz | 300 W  | Ansbach                | 67--tall（220-英尺） guyed tubular steel mast insulated against ground                                | 49°19'17"N 10°35'44"E |                          |
| 1485 kHz | 300 W  | Regensburg             | Long wire antenna on wooden 20-（66-英尺） tower                                                      |                       | 关闭                     |
| 1485 kHz | 300 W  | Garmisch-Partenkirchen | 30--tall（98-英尺） guyed mast radiator                                                               | 47°28'58"N 11°3'20"E  |                          |
| 1485 kHz | 300 W  | Berchtesgaden          | 34--tall（112-英尺） guyed mast radiator                                                              |                       | 关闭                     |

#### FM
| 频率      | 功率     | 地点                    | 发送站信息                           | 经纬度               | 备注                            |
| 87.7 MHz  | 0.1 kW   | 施韦因富特              |                                      |                      |                                 |
| 87.9 MHz  | 1 kW     | 柏林                    |                                      |                      | 现在隶属于 Star FM Maximum Rock |
| 89.9 MHz  | 0.245 kW | 安贝格                  |                                      |                      |                                 |
| 90.3 MHz  |          | 加尔米施-帕滕基兴       |                                      |                      |                                 |
| 90.3 MHz  | 0.02 kW  | Prien                   |                                      |                      | 关闭                            |
| 92.2 MHz  |          | 梅明根                  |                                      |                      | 关闭                            |
| 92.9 MHz  |          | Garlstedt               |                                      |                      | 关闭                            |
| 93.5 MHz  | 1 kW     | Sögel                   |                                      |                      | 关闭                            |
| 93.5 MHz  |          | Hohenfels               |                                      |                      |                                 |
| 96.5 MHz  |          | Helmstedt               |                                      |                      | 关闭                            |
| 97.7 MHz  | 0.1 kW   | Bad Aibling             |                                      |                      | 关闭                            |
| 98.5 MHz  | 0.1 kW   | Grafenwoehr             |                                      |                      |                                 |
| 98.7 MHz  | 50 kW    | Grosser Feldberg        |                                      |                      | 增高了天线，原先功率为 60kW     |
| 98.7 MHz  |          | Birkenfeld              |                                      |                      | 关闭                            |
| 98.9 MHz  | 0.1 kW   | Bamberg                 |                                      |                      |                                 |
| 100 MHz   | 15 kW    | 奥格斯堡                |                                      |                      |                                 |
| 100.2 MHz | 5 kW     | Kaiserslautern-Vogelweh |                                      |                      |                                 |
| 102.3 MHz | 100 kW   | 斯圖加特                | 193--tall（633-英尺） concrete tower | 48°45'49"N 9°12'20"E | Telekom transmitter             |
| 102.6 MHz |          | Schwäbisch Gmünd        |                                      |                      | 关闭                            |
| 102.6 MHz |          | 乌尔姆                  |                                      |                      | 关闭                            |
| 103.0 MHz | 0.5 kW   | Pirmasens               |                                      |                      |                                 |
| 104.1 MHz |          | Grafenwöhr              |                                      |                      |                                 |
| 104.6 MHz | 0.375 kW | Heidelberg              | Aerial on AM broadcasting mast       | 49°25'58"N 8°38'42"E |                                 |
| 104.9 MHz |          | Illesheim               |                                      |                      |                                 |
| 104.9 MHz | 0.16 kW  | Würzburg                | Aerial on AM broadcasting mast       | 49°47'26"N 9°58'54"E | 关闭                            |
| 105.1 MHz |          | Spangdahlem             | Aerial on AM broadcasting mast       | 49°56'35"N 6°32'29"E |                                 |
| 105.1 MHz |          | Rheinberg               |                                      |                      | 关闭                            |
| 105.2 MHz |          | Hessisch Oldendorf      |                                      |                      | 关闭                            |
| 106.1 MHz |          | Kalkar                  |                                      |                      | 关闭                            |
| 106.1 MHz |          | Baumholder              |                                      |                      |                                 |
| 106.5 MHz |          | Flensburg               |                                      |                      | 关闭                            |
| 107.3 MHz | 0.05 kW  | Heidelberg              |                                      |                      |                                 |
| 107.3 MHz | 1 kW     | Ansbach                 |                                      |                      |                                 |
| 107.3 MHz |          | Mannheim-Käfertal       |                                      |                      |                                 |
| 107.4 MHz | 0.3 kW   | Fürth                   |                                      |                      | 关闭                            |
| 107.6 MHz |          | Bad Godesberg           |                                      |                      | 关闭                            |
| 107.7 MHz |          | Vilseck                 |                                      |                      |                                 |
| 107.9 MHz |          | Bremerhaven             |                                      |                      | 关闭                            |

在德国的AFN被多方控制。但主要还是由美国军方控制。其余由Deutsche Telekom和德国public broadcasting corporations所掌控。

### 沙特阿拉伯
以下是AFN沙特阿拉伯的相关表格。表格可能不完整甚至有错误。请在需要的情况下进行订正或补充。

#### FM
| 频率      | 功率   | 信号格式 | 所在城市 | 发送站                       | 近似地理位置                                  | 频道名称（通用名）               | 内容                                  |
| 103.1 MHz | 100 W  | 单声道   | 利雅得   | Eskan Village (Al-Kharj Rd.) | 24°34′59″N 46°51′39″E / 24.58306°N 46.86083°E | Voice Channel (NPR News)         | 新闻、脱口秀、爵士乐与怀旧乐          |
| 103.9 MHz | 100 W  | 单声道   | 利雅得   | Eskan Village (Al-Kharj Rd.) | //                                            | Mainstream Country               | 乡村音乐                              |
| 105.1 MHz | 100 ;W | 单声道   | 利雅得   | Eskan Village (Al-Kharj Rd.) | //                                            | Z Rock                           | 另类摇滚                              |
| 105.9 MHz | 100 W  | 单声道   | 利雅得   | Eskan Village (Al-Kharj Rd.) | //                                            | Gravity （页面存档备份，存于）   | 城市音乐 (R&B, Pop & Hip-Hop)         |
| 107.9 MHz | 100 W  | 单声道   | 利雅得   | Eskan Village (Al-Kharj Rd.) | //                                            | Hot AC (Today's Best Hits)       | Young adult alternative/80's and 90's |
| 103.1 MHz | 21 W   | 立体声   | 利雅得   | 利雅得美国使馆               | 24°40′52″N 46°37′13″E / 24.68111°N 46.62028°E | Voice Channel (NPR News)         | 新闻、脱口秀、爵士乐与怀旧乐          |
| 105.1 MHz | 10 W   | 立体声   | 利雅得   | 利雅得美国使馆               | //                                            | Z Rock                           | 另类摇滚                              |
| 107.9 MHz | 30 W   | 立体声   | 利雅得   | 利雅得美国使馆               | //                                            | Mainstream Country               | 乡村音乐                              |
| 93.7 MHz  | 250 W  | 单声道   | 吉达     | 吉达美国使馆                 | 21°31′33″N 39°09′52″E / 21.52583°N 39.16444°E | Hot AC (Today's Best Hits)       | Young adult alternative/80's and 90's |
| 100.7 MHz | 250 W  | -        | 吉达     | 吉达美国使馆                 | //                                            | Voice Channel (NPR News)         | 新闻、脱口秀、爵士乐与怀旧乐          |
| 103.9 MHz | 50 W   | 立体声   | 吉达     | 吉达美国使馆                 | //                                            | Jack FM                          | 八十年代与九十年代                    |
| 91.4 MHz  | 250 W  | 立体声   | 宰赫兰   | 沙特阿拉伯石油公司           | //                                            | News, Hot AC (Today's Best Hits) | Young adult alternative/80's and 90's |

AFN在沙特阿拉伯有两个管理者：美军与沙特阿拉伯石油公司。

### 伊拉克 - 「自由之声」
由于美国的连续撤军，所有的伊拉克自由之声都在2011年9月30日上线完毕。
- 93.3 MHz FM
  - Baghdad（FOB Union III） — 电台在建
  - Fallujah（Camp Baharia）
  - Al Taqaddum Airbase（TQ）
- 101.1 MHz FM
  - Tikrit（COB Speicher）
- 104.5 MHz FM
  - Baquba（FOB Warhorse） — 电台在建
- 105.1 MHZ FM
  - Mosul（Camp Diamondback/FOB Marez） — 1 kW
- 107.3 MHz FM
  - Al Asad Airbase
  - Balad（LSA Anaconda） — 250 W
  - Nasiriyah（Tallil Air Base） — 200 W
  - Qayyarah Airfield West（Q-WEST） — 250 W
  - Ramadi（FOB Blue Diamond）
  - Samarra（FOB Brassfield-Mora）
  - Camp Taji
  - Tall Afar（FOB Sykes）
  - Umm Qasr（Camp Bucca）
- 107.7 MHz FM
  - Baghdad（Camp Slayer） — 1 kW

### 西班牙
電台：
AFN羅塔電台 - The Eagle
- 102.5 FM：羅塔海軍基地（加的斯省羅塔，5.0 kW）
- 92.1 FM：莫龍空軍基地（英语：Morón Air Base）（塞維亞省莫龍德拉夫龍特拉，0.015 kW）

### SHAPE（Belgium）
Television:
AFN Prime Atlantic/AFN Benelux（NTSC）
- 33H: Everberg,（Kortenberg） oriented towards Evere（2 kW）
- 34V: SHAPE, Casteau（4.5 kW）
- 34V: Florennes（10 W）

Radio:
AFN Benelux
- 101.7 FM: Everberg, Kortenberg（900 W）
- 106.2 FM: Kleine Brogel, Peer（200 W）
- 104.2 FM: SHAPE, Casteau（4 kW）
- 107.7 FM: Florennes（100 W）

AFN Benelux - The Eagle
- 101.7 FM: Brussels（Evere）
- 107.9 FM: Chièvres（100 W）
- 106.5 FM: SHAPE, Casteau（200 W）

### 韩国

#### 电视台
- 19UHF
  - 京畿道坡州市
- 34UHF
  - 首尔龙山区（龍山基地、馬基特營（英语：Camp Market）、城南K-16空軍基地）（30 kW）
- 49UHF
  - 京畿道东豆川市（紅雲營（英语：Camp Red Cloud）、凱西營（英语：Camp Casey, South Korea）、史坦利營（英语：Camp Stanley））（1 kW）
  - 京畿道汶山（5 kW）
  - 京畿道松炭（烏山空軍基地、漢弗萊營）（1005 W）
  - 全罗北道群山市（群山空軍基地）、光州市（2.5 kW）
  - 庆尚北道倭馆邑（卡羅爾營（英语：Camp Carroll, South Korea））（100 W）
- 58UHF
  - 京畿道议政府市（紅雲營（英语：Camp Red Cloud）、席爾斯營（英语：Camp Sears）、史丹利營（英语：Camp Stanley））（100 W）
  - 京畿道平泽市（漢弗萊營）（100 W）
  - 江原道原州市（100 W）
- 2VHF
  - 江原道春川市（100 W）
  - 庆尚南道昌原市镇海区（100 W）
- 12VHF
  - 大邱（沃克營（英语：Camp Walker）、亨利營（英语：Camp Henry）、卡羅爾營（英语：Camp Carroll, South Korea））（1 kW）

#### FM 电台（AFN Eagle）
- 88.1 MHz
  - 釜山（250 W）
- 88.3 MHz
  - 京畿道东豆川市（紅雲營（英语：Camp Red Cloud）、凱西營（英语：Camp Casey, South Korea）、史丹利營（英语：Camp Stanley））（250 W）
  - 京畿道平泽市（漢弗萊營）（50 W）
  - 江原道原州市（50 W）
- 88.5 MHz
  - 京畿道议政府市（紅雲營（英语：Camp Red Cloud）、史丹利營（英语：Camp Stanley）、傑克森營（英语：Camp Jackson (Korea)））（100 W）
  - 京畿道汶山、京畿道坡州市（50 W）
  - 江原道春川市（50 W）
  - 京畿道松炭（烏山空軍基地、漢弗萊營）（30& W）
  - 全罗北道群山市（群山空軍基地）（50 W）
  - 光州（505 W）
  - 大邱、庆尚北道倭馆邑（沃克營（英语：Camp Walker）、亨利營（英语：Camp Henry）、卡羅爾營（英语：Camp Carroll, South Korea））（1 kW）
  - 庆尚南道昌原市镇海区（50 W）
- 102.7 MHz
  - 首尔龙山区（龍山基地、馬基特營（英语：Camp Market）、城南K-16空軍基地等）（5 kW）

#### AM 电台（Thunder AM）
- 1080 kHz
  - 大邱（沃克營（英语：Camp Walker）、亨利營（英语：Camp Henry）、卡羅爾營（英语：Camp Carroll, South Korea））（5 kW）
  - 庆尚北道倭馆邑（卡羅爾營（英语：Camp Carroll, South Korea））（250 W）
- 1161 kHz
  - 京畿道议政府市（紅雲營（英语：Camp Red Cloud）、史丹利營（英语：Camp Stanley）、傑克森營（英语：Camp Jackson (Korea)））（250 W）
- 1197 kHz
  - 京畿道东豆川市（紅雲營（英语：Camp Red Cloud）、凱西營（英语：Camp Casey, South Korea）、史丹利營（英语：Camp Stanley）、傑克森營（英语：Camp Jackson (Korea)））（1 kW）
- 1260 kHz
  - 釜山（5 kW）
- 1359 kHz
  - 京畿道松炭（烏山空軍基地、漢弗萊營）（1 kW）
- 1440 kHz
  - 京畿道汶山、京畿道坡州市（5 kW）
  - 江原道春川市（250 W）
  - 京畿道平泽市（漢弗萊營）（1 kW）
  - 江原道原州市（250 W）
  - 全罗北道群山市（群山空軍基地）（1 kW）
- 1512 kHz
  - 庆尚南道昌原市镇海区（250 W）
  - 庆尚南道浦项市（250 W）
  - 济州特别自治道（50 W）
- 1530 kHz
  - 首尔龙山区（龍山基地、馬基特營（英语：Camp Market）、城南K-16空軍基地）（5 kW）

resource:

### 日本
- 东京横田基地：AM 810kHz；
- 青森县三泽基地：AM 1575kHz；
- 山口县岩国基地：AM 1575kHz；
- 长崎县佐世保基地：AM 1575kHz；
- 冲绳县福斯特营地：AM 648kHz、FM 89.1MHz。

### 洪都拉斯
- 106.5 MHz FM
  - Soto Cano Air Base. 20 W

### 短波（USB）
- 迪戈加西亚岛：
  - 12,579 kHz 白天
  - 4,319 kHz 夜间
- 关岛：
  - 13,362 kHz 白天
  - 5,765 kHz 夜间
- 基韦斯特：
  - 12,133.5 kHz 全天
  - 7,811.0 kHz 全天
  - 5,446.5 kHz 全天
- 珍珠港（站点目前停播）：
  - 10,320 kHz 白天
  - 6,350 kHz 夜间

参见: AFN Shortwave Frequencies （页面存档备份，存于） （英文）

### 相關作品
- 《早安越南》

## 文献
- Patrick Morley: 'This Is the American Forces Network': 英美在二战中关于无线电波的斗争. Praeger Publishing (2001).
- Trent Christman: Brass Button Broadcasters: 五十年军事广播的轻松呈现. Turner Publishing (1992).
- History of AFRTS: The first 50 years. U.S. Government Printing Office (1993).